# Sara Moreira
Sara Isabel Fonseca Moreira ComM (Roriz, Santo Tirso, 17 de outubro de 1985) é uma atleta portuguesa, especialista nos 3000 metros com obstáculos e em provas de fundo. A 10 de julho de 2016, foi feita Comendadora da Ordem do Mérito.

## Percurso
De 2004 até 2007, representou o Grupo Desportivo do Estreito. De 2008 até outubro de 2010, representou o Maratona Clube de Portugal. De 2015 a 2022 representou o Sporting Clube de Portugal. 
No Campeonato Mundial de Atletismo de 2007 em Osaka, no Japão, participou na prova de 3000 metros com obstáculos, sendo apurada para a final num 4.º lugar perto do seu recorde pessoal, ficando depois na final na 13.ª posição, tendo aí uma queda que a prejudicou.
Em 2008, participou nos Jogos Olímpicos de Pequim, não tendo conseguido a qualificação para a final. 
Ganhou a medalha de prata nos 3000 metros do Campeonato Europeu de Atletismo em Pista Coberta de 2009, disputado em Turim, Itália.
Bateu o seu recorde pessoal na eliminatória do Campeonato Mundial de Atletismo de 2009, em Berlim, mas não se qualificou para a final.
No dia 1 de agosto de 2010, no último dia do Campeonato da Europa, na prova de 5000 metros, ganhou a Medalha de bronze com 14.54,71, o seu novo recorde pessoal. Já em 2012, devido à desclassificação da 2.ª classificada dos Europeus de Barcelona 2010, Sara Moreira ascendeu ao segundo lugar do pódio, tendo direito à medalha de prata.
Em outubro de 2011, foi anunciada com um caso de doping, depois de participar no Mundial de Ar Livre. A 9 de novembro, a atleta promoveu uma conferência de imprensa na sede da Federação Portuguesa de Atletismo, onde se considerou inocente, apresentando provas laboratoriais. A 21 de dezembro, surgiu a condenação oficial de seis meses, por toma voluntária de um suplemento desportivo contaminado.
A 26 de março de 2012, depois de falhar a presença no Mundial de pista coberta, regressou à competição na Meia-Maratona de Lisboa.
Foi medalhada nas edições de 2010, 2011 e 2012 da Taça da Europa de 10 mil metros. Campeã europeia 2013 de pista coberta em 3000 metros, em Gotemburgo, Suécia. 
A 10 de julho de 2016, foi feita Comendadora da Ordem do Mérito.
Em 18 de outubro de 2024 (dia em que completou 39 anos), anunciou o fim da sua carreira e a sua segunda gravidez.
Sara Moreira foi campeã nacional por 35 vezes e atleta internacional em 42 ocasiões e participou em campeonatos da Europa, do Mundo, maratonas internacionais e Jogos Olímpicos.

## Recordes
Pessoais
- 1500 metros: 4.07,11 (Barcelona - 2010)
- 5000 metros: 14.54,71 (Barcelona - 2010)
- 10 000 metros: 31.16,54 (Londres - 2012)
- 3000 metros com obstáculos: 9.28,64 (Berlim - 2009)

Provas Não Olímpicas
- 3000 metros: 8:42.69 (Huelva - 2010)
- Meia maratona: 1:09:18 (Lisboa - 2015)

Pista Coberta
- 3000 metros: 8.44,22 (Karlsruhe - 2011)

## Palmarés

### Campeonatos Nacionais (Portugal)
- 2007 - 2009 - 3 Campeonatos Nacionais 3000 metros com obstáculos
- 2010 - 1 Campeonato Nacional 1500 metros

### Jogos Olímpicos
- Pequim 2008 - 3000 metros com obstáculos (qualificações)

### Campeonatos do Mundo
- Osaka 2007 - 13.º lugar nos 3000 metros com obstáculos
- Berlim 2009 - 10.º lugar nos 5000 metros
- Berlim 2009 - 3000 metros com obstáculos (qualificações)

### Campeonatos da Europa
- Barcelona 2010 - Medalha de bronze nos 5000 metros Medalha de bronze
- Barcelona 2010 - desistiu da prova dos 10 000 metros
- Amsterdam 2016 - Medalha de Ouro na Meia maratona

### Campeonatos do Mundo de Pista Coberta
- Doha 2010 - 6.º lugar nos 3000 metros

### Campeonatos da Europa de Pista Coberta
- Torino 2009 - Medalha de Prata nos 3000 metros
- Gotemburgo 2013 - Medalha de Ouro nos 3000 metros

### Campeonatos da Europa Sub 23
- 2007 Debrecen - Medalha de Bronze nos 3000 metros com obstáculos

### Campeonatos do Mundo de Corta Mato
- Edinburgh 2008 - 50.º lugar
- Amã 2009 - 6.º lugar e Medalha de bronze por equipas
- Bydgoszcz 2010 - 27.º lugar

### Campeonato da Europa de Corta-Mato
- Dublin 2009 - 10.º lugar e Medalha de ouro por equipas
- Albufeira 2010 - 9.º lugar e Medalha de ouro por equipas

### Jogos da Lusofonia
- Lisboa 2009 - Medalha de ouro nos 5000 metros

### Maratona de Nova York
- 2014 - Medalha de bronze; tempo 2:25:59
- 2015 - Quarta classificada; tempo 2:25:53, a segunda melhor marca pessoal[15]